# 库尔托讷双教堂村
库尔托讷双教堂村（法語：Courtonne-les-Deux-Églises，法語發音：[kuʁtɔn le dø.z‿eɡliz] ⓘ）是法国卡尔瓦多斯省的一个市镇，属于利雪区。

## 地理
库尔托讷双教堂村（49°5'6"N, 0°22'14"E）面积13.68 平方千米，位于法国诺曼底大区卡爾瓦多斯省，该省份为法国西北部沿海省份，北濒大西洋英吉利海峡，东北与滨海塞纳省以海上边界相接，东临厄尔省，南至奧恩省，西与芒什省接壤。
与库尔托讷双教堂村接壤的市镇（或旧市镇、城区）包括：科尔德比格勒、库尔通拉默尔德拉克、圣但尼德马约、拉沙佩勒阿朗、勒普朗凯、圣日尔曼拉康帕尼、圣马尔德弗雷讷、瓦洛尔比凯。

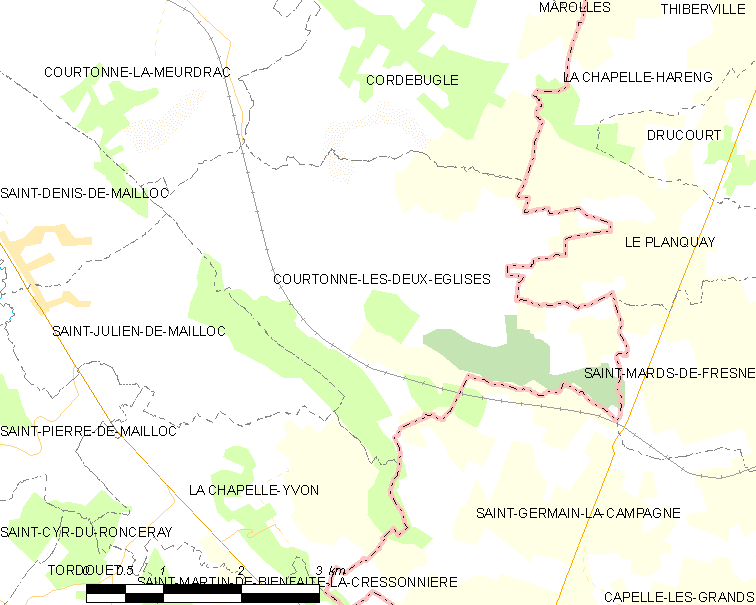
库尔托讷双教堂村的OSM定位图

库尔托讷双教堂村的时区为UTC+01:00、UTC+02:00（夏令时）。

## 行政
库尔托讷双教堂村的邮政编码为14290，INSEE市镇编码为14194。

## 政治
库尔托讷双教堂村所属的省级选区为利雪县。

## 人口

1962-2008年间库尔托讷双教堂村人口变化图示

库尔托讷双教堂村于2022年1月1日时的人口数量为629人。